# Boulevard Babin-Chevaye
Pour les articles homonymes, voir Babin et Chevaye.
Le boulevard Babin-Chevaye est une rue de Nantes, en France.

## Situation et accès
Située sur l'île de Nantes, cette voie rectiligne qui traverse l'île suivant l'axe est-ouest, part du boulevard des Martyrs-Nantais-de-la-Résistance et aboutit place de la République.
Sur son tracé, elle rencontre successivement les rues Dorgère, Grande-Biesse, l'allée Hélène-de-Chappotin, les rues Conan-Mériadec, Paul-Nizan, Saint-Hermeland et de Hercé.

## Origine du nom
Il rend honneur à Louis Babin-Chevaye (1824-1887), industriel nantais, fondateur des Ateliers et Chantiers de la Loire, en 1881, et l'un des initiateurs du canal de la Martinière. La partie occidentale, à l'ouest de la place de la République, prend, dans le courant des années 1930, son nom actuel : « boulevard de la Prairie-au-Duc ».

## Historique

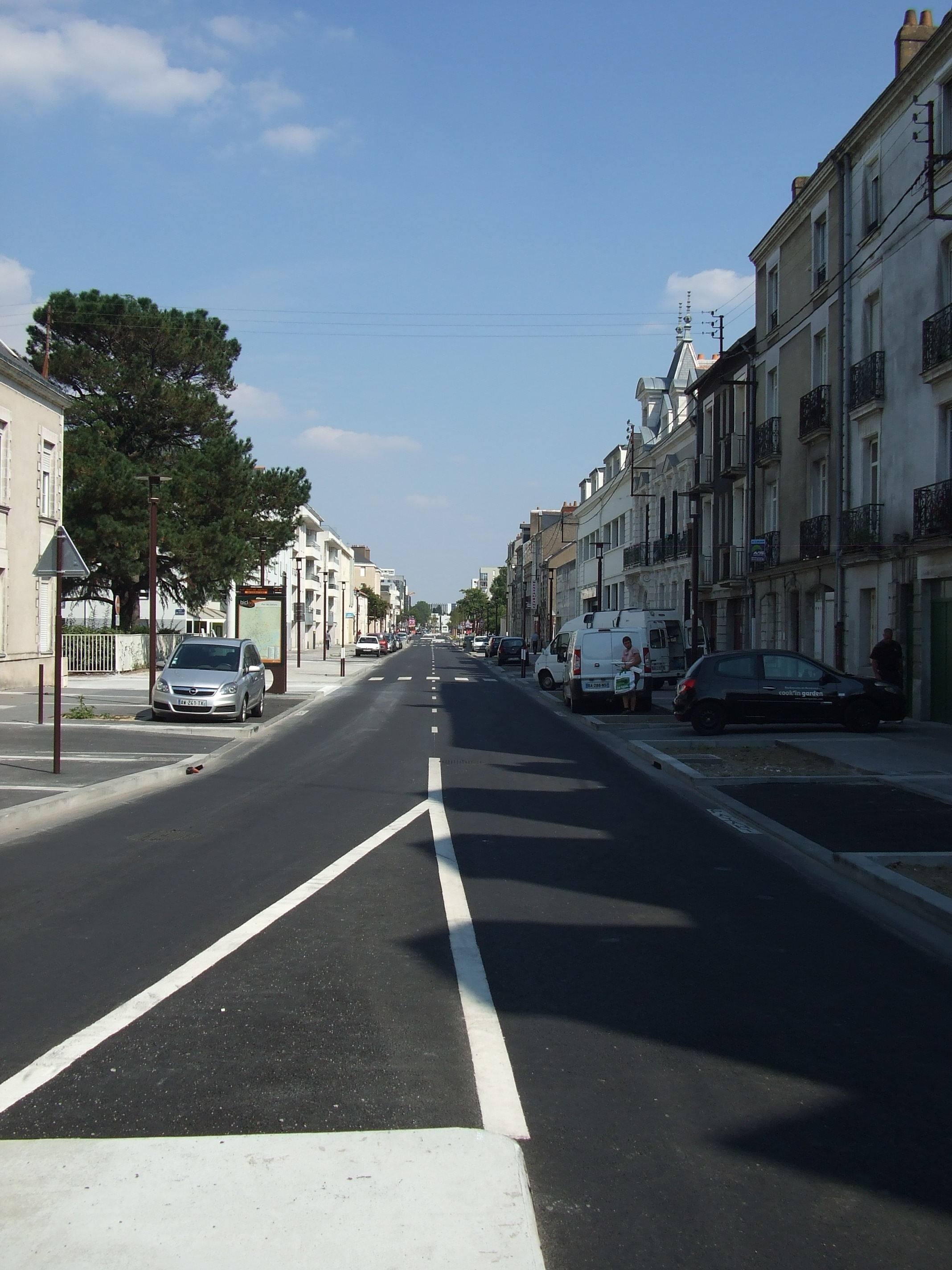
L'extrémité ouest du boulevard.

À sa création, au XIXe siècle, l'artère est l'un des principaux axes d'urbanisation de l'île de la Prairie-au-Duc et du quartier République.
En 1854, l'architecte Théodore Nau y fait construire, entre les rues de Hercé et Saint-Hermeland, la première église Sainte-Madeleine. Celle-ci sera démolie au milieu des années 1950, après avoir été sérieusement fragilisée par les bombardements de la Seconde Guerre mondiale.
Lors de sa création au XIXe siècle, sur l'île de la Prairie au Duc, l'artère se nomme « rue de la Prairie-au-Duc » (dénomination qui s'étend également à l'ensemble de l'actuel boulevard de la Prairie-au-Duc) et constitue, avec 1,7 km, l'une des plus longues voies publiques de la ville. La totalité de cette rue est baptisée « boulevard Babin-Chevaye », par la délibération du Conseil municipal du 1er juin 1887. 
Jusqu'en 1960, la ligne ferroviaire Nantes - Saint-Gilles-Croix-de-Vie, venant du boulevard Vincent-Gâche après avoir traversé le boulevard des Martyrs-Nantais-de-la-Résistance par l'intermédiaire d'un passage à niveau, emprunte également sa partie orientale, sur son accotement sud, avant de bifurquer par l'actuelle rue Paul-Nizan. C'est pour supprimer cette entrave à la circulation automobile entre les deux rives de la Loire que le tracé actuel de la ligne de chemin de fer est adopté. Si les vestiges de voies ferrées étaient encore visibles durant les années 1980, les anciennes emprises ferroviaires sont devenues des places de stationnement. Puis, profitant de l'importante largeur du boulevard depuis le retrait des rails, les urbanistes y implantent la ligne de Chronobus C5 qui est mise en activité le 26 août 2013. Le 27 février 2020, cette ligne est remplacée par la ligne 5 de Busway.

## Voie latérale

### Allée Hélène-de-Chappotin
Le nom fait référence à Marie de la Passion de Chappotin (née Hélène Marie Philippine de Chappotin de Neuville), religieuse née à Nantes, qui fut fondatrice de la congrégation des Franciscaines missionnaires de Marie. Cette allée piétonne privée relie le boulevard Babin-Chevaye au boulevard Gustave-Roch.

### Coordonnées des lieux mentionnés
1. ↑  Emplacement de l'ancienne église de la Madeleine : 47° 12′ 21″ N, 1° 33′ 11″ O.
2. ↑  Allée Hélène-de-Chappotin : 47° 12′ 18″ N, 1° 33′ 00″ O